# Tidens lexikon
Tidens lexikon var ett uppslagsverk i ett band, som gavs ut av Tidens förlag i flera, successivt uppdaterade upplagor. Den första upplagan kom 1926, den sjätte och sista 1957. Första och tredje upplagorna fanns även i tvåbandsformat. Första upplagan är tillgänglig elektroniskt på Projekt Runeberg.